# Селкерк
Се́лкерк (англ. Selkirk, гэльск. Sailcirc, в переводе — Лесная церковь) — город на юге в Шотландии, ранее столица графства Селкеркшир. Расположен в области Скоттиш-Бордерс на правом берегу реки Эттрик, притока реки Туид.

## История города
В 1113 г. Давид, князь Камбрии призвал в свои земли двенадцать монахов и настоятеля из французского аббатства в Тироне (где он когда-то бывал). По просьбе Давида тиронцы основали в Селкерке монашескую общину. В 1128 г. Давид, к тому времени занявший шотландский престол, даровал монахам из Селкерка земли под монастырь в Келсо недалеко от своей резиденции в Роксбурге, куда они вскоре и перебрались. Несмотря на уход церковников, поселение, образовавшееся вокруг монастыря, продолжало расти. 
В 1258 г. в Селкерке появился первый шериф, а в 1301 г. на юге территории современного города был воздвигнут замок Селкерк-Пил. С 1799 г. шерифом Селкерка служил Вальтер Скотт.

## Достопримечательности
- Памятник Мунго Парку

В историческом центре города расположен памятник Мунго Парку, шотландскому исследователю Центральной Африки и реки Нигер. Мунго Парк родился в селении Фоулшилс неподалёку от Селкерка.
- Здание городского суда

С 1804 по 1832 гг. в этом здании заседал в должности шерифа Селкерка сэр Вальтер Скотт. В настоящее время внутри располагается музей Вальтера Скотта, посвященный жизни и произведениям знаменитого писателя. Также в музее размещены экспозиции других известных горожан — литератора Джеймса Хогга и путешественника Мунго Парка.